# HMS Britannia (1904)
O HMS Britannia foi um couraçado pré-dreadnought operado pela Marinha Real Britânica e a sexta embarcação da Classe King Edward VII. Sua construção começou em fevereiro de 1904 no Estaleiro Real de Portsmouth e foi lançado ao mar em dezembro do mesmo ano, sendo comissionado na frota britânica em setembro de 1906. Era armado com uma bateria principal composta por quatro canhões de 305 milímetros montados em duas torres de artilharia duplas, possuía um deslocamento de mais de dezessete mil toneladas e alcançava uma velocidade máxima de dezoito nós.
O Britannia teve um início de carreira relativamente tranquilo, servindo na Frota do Atlântico, Frota do Canal e Frota Doméstica. Em 1912 ele e seus irmãos atuaram no Mar Mediterrâneo durante a Primeira Guerra Balcânica. A Primeira Guerra Mundial começou em 1914 e o navio passou a maior parte do conflito realizando patrulhas pelo Mar do Norte como parte da Grande Frota, porém nunca chegou a entrar em combate. Ele foi afundado no litoral da Espanha em 9 de novembro de 1918, dois dias antes do fim da guerra, depois de ser torpedeado pelo submarino SM UB-50.